# Arnold Bax
Sir Arnold Edward Trevor Bax (født 8. november 1883 i London, England, død 3. oktober 1953 i Cork, Irland) var en engelsk komponist, poet og forfatter.
Bax studerede komposition på Det kongelige Musikkonservatorium i London. Han har skrevet 9 symfonier, orkesterværker, symfoniske tonedigtninge, koncertmusik, kammermusik, sange, klaverstykker etc. Bax levede udelukkende af at komponere og skrive litteratur, grundet sin finansielle velhavende baggrund. Han er mest kendt for sine tonedigtninge som f.eks. "Tintagel" og "November Woods". Bax blev udnævnt som "Master of the King’s Music". Han komponere i en kompleks harmonisk stil som peger i retning af impressionismen, men med senromantiske træk. Alle hans symfonier, og en del af hans tonedigtninge er indspillet på de engelske pladeselskaber Chandos og Lyrita.

## Udvalgte værker
- Symfoni (i F-dur) (1907) (færdiggjort af Martin Yates) - for orkester
- Symfoni "Forårsbrand" (1913) - for orkester
- Symfoni nr. 1 (1922) - for orkester
- Symfoni nr. 2 (1926) - for orkester
- Symfoni nr. 3 (1929) - for orkester
- Symfoni nr. 4 (1931) - for orkester
- Symfoni nr. 5 (1932) - for orkester
- Symfoni nr. 6 (1934) - for orkester
- Symfoni nr. 7 (1939) - for orkester
- Sinfonietta (1932) - for orkester
- "Tintagel" (Symfonisk tonedigtning) (1917-1919) - for stort orkester
- "November Woods" (November Skove) (1917) - for orkester
- "The Garden of Fand" (Fandens Have) (1913-1916) - for orkester